# Libertà asintotica
In fisica la libertà asintotica è la proprietà di alcune teorie di gauge per cui l'interazione tra le particelle, ad esempio i quark, diviene arbitrariamente debole a distanze sempre più piccole, fino in pratica ad annullarsi nel caso in cui la scala di lunghezza converga asintoticamente a zero (o, in modo equivalente, le scale energetiche divengano arbitrariamente ampie).

## Scoperta
La libertà asintotica fu scoperta nel 1973 da David Gross, Frank Wilczek e indipendentemente da David Politzer, come manifestazione della cromodinamica quantistica (QCD). Per questa scoperta i tre scienziati ricevettero il premio Nobel per la fisica nel 2004.
Essa implica che nello scattering (diffusione) ad alte energie i quark si muovano all'interno dei nucleoni (protoni e neutroni) come se fossero essenzialmente liberi, cioè particelle non interagenti, e consente di calcolare la sezione trasversa dei vari eventi riguardanti la fisica delle particelle in modo attendibile usando le tecniche dei partoni.
Questa scoperta ha anche riabilitato la forma della teoria quantistica dei campi (QFT, da quantum field theory) come descrizione coerente delle interazioni tra particelle. Prima del 1973 molti teorici pensavano infatti che la QFT fosse resa fondamentalmente incoerente dalla presenza di valori infiniti a corta distanza che compaiono nell'elettrodinamica quantistica (QED) e in altre teorie di campo (fenomeno conosciuto come polo di Landau). Le teorie che godono della libertà asintotica non presentano questo problema e la scoperta di tale proprietà fornì una chiave di volta dello sviluppo del modello standard. Infatti, nonostante esso non sia del tutto asintoticamente libero, poiché l'interazione forte beneficia della libertà asintotica qualsiasi polo di Landau è costantemente sospinto nello spazio al di sotto della lunghezza di Planck (1,616×10−35 m), salvaguardando la consistenza matematica del Modello e rimuovendo anche uno degli ostacoli ad una teoria della grande unificazione.

## Screening ed antiscreening

Screening delle cariche in QED

La variazione dovuta ad un cambiamento di scala (di energia o di lunghezza) di una costante di accoppiamento di un'interazione fondamentale a cui è associata una carica, può essere qualitativamente considerata come conseguenza dell'azione delle particelle virtuali di uno o più campi, sulla carica stessa. Il comportamento del polo di Landau nella QED è una conseguenza dello screening da parte di coppie di particella-antiparticella virtuali cariche, tipo coppia elettrone-positrone, nel vuoto. In prossimità della carica, il vuoto diviene polarizzato: le particelle virtuali di carica opposta sono attratte dalla carica stessa e le particelle di carica uguale vengono respinte. L'effetto netto è che il campo risulta parzialmente cancellato a qualsiasi distanza di tipo finito. Più ci si avvicina al centro della carica, meno si fa sentire l'effetto del vuoto e la carica effettiva aumenta.
Nella QCD accade la stessa cosa alle coppie virtuali di quark-antiquark; essi tendono a nascondere la carica di colore. Comunque la QCD ha un espediente addizionale: le particelle portatrici di forza, i gluoni, trasportano anche la carica di colore ed in un modo differente. Per dirla in modo sintetico, ogni gluone trasporta sia una carica di colore che una carica di anti-colore. L'effetto netto della polarizzazione di gluoni virtuali nel vuoto non è quello di nascondere il campo, ma di aumentarlo e di influenzare il suo colore. Ciò viene talvolta detto antiscreening. Avvicinandosi di più ad un quark diminuisce l'effetto antiscreening dei gluoni virtuali circostanti, così il contributo di questo effetto può determinare un indebolimento della carica effettiva col diminuire della distanza.
Dal momento che quark virtuali e gluoni virtuali determinano effetti opposti, l'effetto prevalente dipende dal numero di tipi differenti, detto sapore, di quark. Nella QCD standard con tre colori, poiché ci sono non più di 16 sapori di quark (non contando gli antiquark separatamente), prevale l'antiscreening e la teoria è asintoticamente libera. Infatti sono noti soltanto 6 sapori di quark.

## Calcolo della libertà asintotica
La libertà asintotica si può derivare calcolando la funzione beta che descrive la variazione della costante di accoppiamento della teoria all'interno del gruppo di rinormalizzazione. Per distanze sufficientemente corte o per larghi scambi del momento (che investigano il comportamento a corta distanza, a causa della relazione inversa tra momento e lunghezza d'onda),  una teoria asintoticamente libera è dipendente dai calcoli della teoria perturbativa utilizzando i diagrammi di Feynman. Queste situazioni sono dunque più trattabili sotto il profilo teoretico rispetto alla lunga distanza, anche il comportamento di accoppiamento forte spesso presente in queste teorie, che si pensa producano un confinamento.
Nel calcolo la funzione beta è una matrice dei diagrammi di Feynman di valutazione che contribuiscono all'interazione tra un quark che emette o assorbe un gluone. Nelle teorie di gauge non-abeliane tipo la QCD, l'esistenza della libertà asintotica dipende dal gruppo di gauge e dal numero di sapori delle particelle interagenti. La funzione beta in una teoria di gauge di tipo SU(N) con tipi {\displaystyle n_{f}} di particelle quark-simili è
{\displaystyle \beta _{1}(\alpha )={\alpha ^{2} \over \pi }\left(-{11N \over 6}+{n_{f} \over 3}\right)}
ove {\displaystyle \alpha } è l'equivalente della teoria della costante di struttura fine, {\displaystyle g^{2}/(4\pi )} nelle unità preferite dai fisici delle particelle. Se questa funzione è negativa, la teoria è asintoticamente libera. Per SU(3) (il gruppo di gauge della carica di colore della QCD), la teoria è asintoticamente libera se vi sono 16 o meno sapori di quark.